# Скалопільська ГЕС
Скалопільська ГЕС  - гідроелектростанція, розташована на    р. Мурафа у с. Скалопіль, Чернівецького р-ну, Вінницькій області.
Історія: Станція введена в експлуатацію у 1957 році та безперервно працює до теперішнього часу.

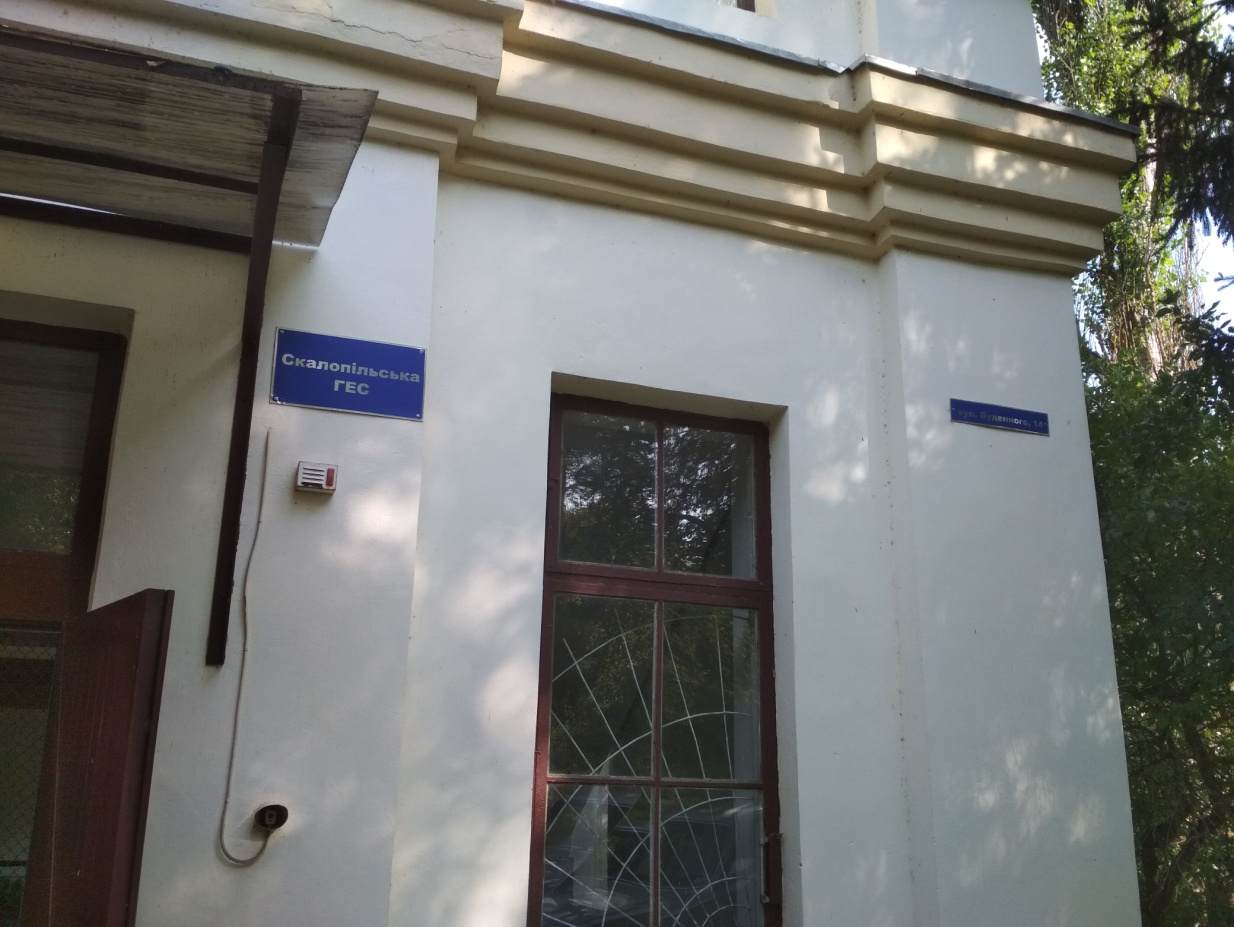
Будівля Скалопільської ГЕС

Характеристика. Станція підключена до Єдиної Енергосистеми України та експлуатується 12 місяців на рік. Встановлена потужність 460 кВА.  Тип ГЕС – дериваційна.
До складу гідросилового обладнання входить:
- горизонтальні гідротурбіни   Френсіс фірми «Фойт» - 3 шт.;
- горизонтальні гідрогенератори типу СГ-190-500 – 3 шт.
До складу споруд входить:
-        будівля ГЕС з відвідним каналом;
-        глуха гребля змішаного типу;
-        водоскид;
-        дериваційний трубопровід;
-        вирівнювальний резервуар
Характеристика глухої греблі:
-        матеріал – змішаний (камінь, глина, пісок);
-        будівельна висота  -20,0 м.;
-        довжина по гребню  – 115,0 м.
-        ширина по верху – 6,5 м.
Характеристика водоскиду: 4-х прогоновий по типу водоскиду з широким порогом з розмірами затворів 5х4 м.
Характеристика дериваційного трубопроводу:
-        матеріал- металеві труби;
-        діаметр – 0,8 м;
-        довжина – 31,3 м
Характеристика вирівнювального резервуару:
-        тип – циліндричний з трубою;
-        висота – 8,9 м;
-        внутрішній діаметр – 5,0 м;
-        зовнішній діаметр – 5,8 м;
-        матеріал – монолітний залізобетон.